# Hoby Kulle herrgård
Hoby Kulle är en herrgård söder om Bräkne-Hoby i Bräkne-Hoby socken, Ronneby kommun.

## Historia

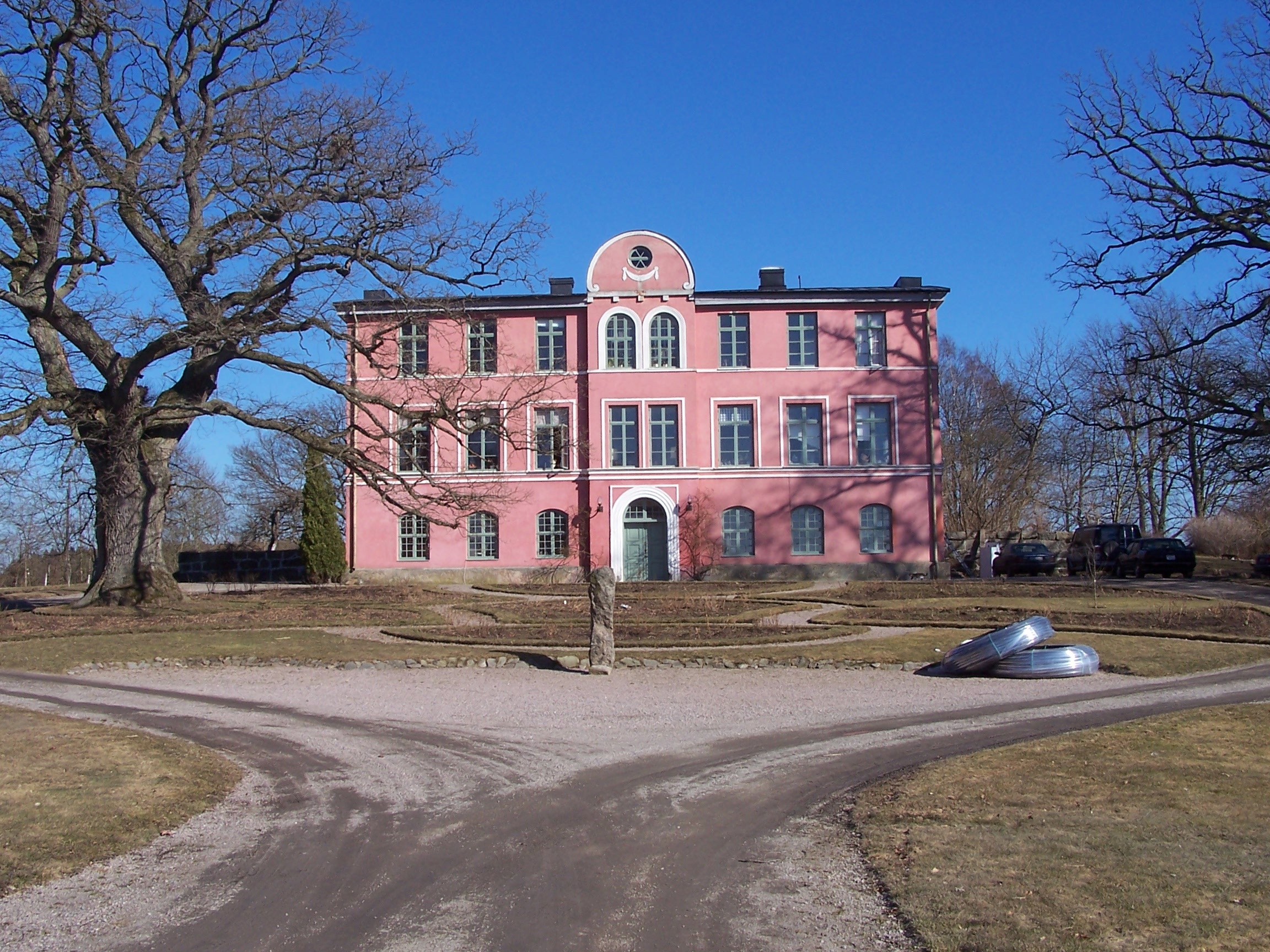
Vid alléns slut ligger huvudbyggnaden för herrgården. De två flygarna syns däremot inte på bilden.

Herrgården byggdes ursprungligen under 1700-talet, med två ditflyttade mindre byggnader för arbetarna på herrgården. Vid den tidpunkten var Hoby Kulle herrgård en av Blekinges största gods. De ditflyttade byggnaderna är flygelbyggnader till den 1846 uppförda herrgården som uppfördes av Isaac Otto Ruben och Carolina von Rosen.
Huvudbyggnaden är uppförd i souterräng vid en kulle där uppgifter finns om en möjlig fornlämning som identifierades 1970 i samband med utbyggnaden av nuvarande Europaväg E22 som genomkorsar kullen. I samband med att vägen drogs fram skars också en del av herrgårdens parkanläggning av från huvudbyggnaden. På herrgårdens västra sida finns fortfarande de kvarvarande delarna av den engelska park som delvis omsluter herrgårdsbebyggelsen.
Herrgården var med 2024 i tv-programmet Det sitter i väggarna i Sveriges Television som hjälpte ägarna förstå byggnadens historia och tidigare ägare.